# Луда ноћ у музеју: Тајна фараона
Луда ноћ у музеју: Тајна фараона (енгл. Night at the Museum: Secret of the Tomb) америчка је филмска комедија из 2014. године коју је режирао Шон Леви. Представља наставак филмова Ноћ у музеју из 2006. и Ноћ у музеју 2: Битка за Смитсонијан из 2009. и последњи део трилогије. Главне улоге тумаче Бен Стилер, Робин Вилијамс, Овен Вилсон, Стив Куган, Ден Стивенс и Бен Кингсли. Филм је премијерно приказан 19. децембра 2014. и остварио је добру зараду на биоскопским благајнама, упркос подељеним мишљењима критике. Посвећен је глумцима Робину Вилијамсу и Микију Рунију, који су преминули неколико месеци пре премијере.

## Улоге
| Глумац          | Улога             |
| --------------- | ----------------- |
| Бен Стилер      | Лари Дејли        |
| Робин Вилијамс  | Теодор Рузвелт    |
| Овен Вилсон     | Џедедаја          |
| Стив Куган      | Октавијан         |
| Рики Џервејс    | др Макфи          |
| Рејчел Харис    | Мадлин            |
| Ден Стивенс     | сер Ланселот      |
| Ребел Вилсон    | Тили              |
| Скајлер Гисондо | Ники Дејли        |
| Рами Малек      | фараон Ахкменрах  |
| Патрик Галагер  | Атила             |
| Мизуо Пек       | Сакагавеј         |
| Бен Кингсли     | фараон Меренкахре |
| Дик ван Дајк    | Сесил Фредерикс   |
| Мики Руни       | Гас               |
| Бил Кобс        | Реџиналд          |